# Aleksandr Beljakov
Aleksandr Vladimirovič Beljakov (in russo Александр Владимирович Беляков?; traslitterazione anglosassone Aleksandr Vladimirovich Belyakov; Mosca, 26 gennaio 1962) è un ex slittinista sovietico.
Dopo la dissoluzione dell'Unione Sovietica (1991) ha acquisito la cittadinanza russa.
È il fratello di Gennadij, a sua volta ex slittinista di alto livello.

## Biografia
Gareggiò per la nazionale sovietica, esordendo in Coppa del Mondo nella stagione 1983/84, conquistò il primo podio, nonché la prima vittoria, il 18 dicembre 1983 nel doppio a Sarajevo in coppia con Evgenij Belousov, con il quale condivise anche tutti i suoi successivi risultati. In totale trionfò in due tappe di coppa e vinse la classifica generale nella specialità biposto nel 1987/88.
Partecipò a due edizioni dei Giochi olimpici invernali, sempre nella specialità del doppio: a Sarajevo 1984 conquistò la medaglia d'argento ed a Calgary 1988 concluse la gara al settimo posto.
Prese parte altresì a quattro edizioni dei campionati mondiali aggiudicandosi una medaglia di bronzo nella gara a squadre a Winterberg 1989; in quella stessa manifestazione, che fu la sua ultima a livello internazionale, giunse inoltre quarto nel doppio. Nelle rassegne continentali vinse il titolo europeo nella specialità biposto ad Hammarstrand 1986 e nell'edizione successiva di Schönau am Königssee salì sul terzo gradino del podio.

## Palmarès

### Olimpiadi
- 1 medaglia:
  - 1 argento (doppio a Sarajevo 1984).

### Mondiali
- 1 medaglia:
  - 1 bronzo (gara a squadre a Winterberg 1989).

### Europei
- 2 medaglie:
  - 1 oro (doppio ad Hammarstrand 1986);
  - 1 bronzo (doppio a Schönau am Königssee 1988).

### Coppa del Mondo
- Vincitore della Coppa del Mondo nella specialità del doppio nel 1987/88.
- 5 podi (tutti nel doppio):
  - 2 vittorie;
  - 3 secondi posti.

#### Coppa del Mondo - vittorie
| Data             | Luogo    | Paese      | Disciplina                  |
| ---------------- | -------- | ---------- | --------------------------- |
| 18 dicembre 1983 | Sarajevo | Jugoslavia | Doppio con Evgenij Belousov |
| 13 dicembre 1987 | Sarajevo | Jugoslavia | Doppio con Evgenij Belousov |